# Битва у затоці Сидра (1941)
Битва у затоці Сидра (1941) (англ. First Battle of Sirte, італ. Prima battaglia della Sirte) — морська битва під час на Середземному морі між Королівським військово-морським флотом Великої Британії та флотом Королівства Італія.

## Передумови
Восени 1941 року британський флот завдав декількох відчутних ударів по італійських конвоях, що перевозили боєприпаси, військове спорядження, паливо та особовий склад в Північну Африку.
Зокрема, 9 листопада був розгромлений конвой «Дуїсбург».
13 грудня під час доставки палива були потоплені крейсери «Альберіко да Барбіано» і «Альберто да Джуссано».
В той же час британці розпочали наступальну операцію в Північній Африці. У цій ситуації італійський флот здійснив рішучі зусилля для відновлення ліній постачання в Північну Африку.

## Хід битви

### Підготовка
14 грудня розпочалась підготовка нового конвою, який складався з 4 великотоннажних кораблів «Монджіневро», «Наполі», «Веттор Пізані» та «Анкара».
Конвой вирушив з Мессіни у супроводі 8 есмінців. На південь від Мессінської протоки перехід прикривала група кораблів у складі лінкора «Кайо Дуіліо», крейсерів «Муціо Аттендоло», «Раймондо Монтекукколі», «Дука д'Аоста» і 4 есмінців.
Ще далі йшла група у складі лінкорів «Літторіо», «Андреа Доріа», «Джуліо Чезаре», крейсерів «Тренто», «Горіція» та 10 есмінців. Ця група здійснювала стратегічне прикриття, оскільки авіарозвідка повідомила, що на Мальті перебувають 2 британські лінкори (набагато пізніше виявилось, що це повідомлення помилкове).
В результаті така операція означала залучення всіх наявних сил флоту. Були вжиті посилені заходи протичовнової оборони, задіяна італійська та німецька авіація.
Близько 9:00 17 грудня німецький літак повідомив, що центрі Середземного моря перебуває британська ескадра, яка складається з 1 лінкора, 2 чи 3 крейсерів та десятка есмінців, і рухається на захід. Насправді це був не лінкор, а танкер, який рухався під посиленим захистом на Мальту. Про цю помилку стало відомо лише після війни. Але завдяки їй італійці були впевнені, що британці вислали ескадру для атаки конвою. Впевненості у цьому дав вихід британських крейсерів з Мальти, які насправді вийшли, щоб зустріти свій конвой.
Адмірал Каннінгем отримав інформацію від свого підводного човна, що італійська ескадра вийшла в море. Він не наважився вислати ескадру з Александрії, оскільки не мав достатньої кількості есмінців для її прикриття, тому наказав командувачу конвоєм адміралу Віану маневрувати таким чином, щоб уникнути зіткнення допоки танкер не прибуде до цілі. Після цього адмірал мав вночі атакувати італійців.

### Битва
Адмірал Анджело Якіно навпаки, отримавши інформацію про присутність британських кораблів, почав маневрувати таким чином, щоб нав'язати їм бій з групою «Літторіо». Британський флот перебував за 250 миль, тому італійці рухались з максимальною швидкістю у 24 вузли. Коли командувач британського з'єднання дізнався про агресивні дії італійців, він повернув на південь, щоб ухилитись від зустрічі. Відстань між флотами та співвідношення швидкостей були такими, що бій міг відбутись щонайшвидше вже у сутінках.
О 17:00 згідно з даними авіарозвідки стало зрозуміло, що британці все ще занадто далеко, і зустріч відбудеться після заходу сонця, до якого залишалось 40 хвилин. Але італійські кораблі, які не мали радарів, намагались уникати зустрічі з ворогом уночі. Крім того, з перехоплених радіограм італійці зрозуміли, що британцям стало відомо про італійський конвой. Італійці зосередились на заходах з охорони конвою від нічних атак. Тому адмірал Якіно відмовився від активних дій, знизив швидкість і почав готуватись до нічного бою.
О 17:30 група «Літторіо» помітила на сході, де вже сутеніло, розриви зенітних снарядів. Це британська ескадра відбивала атаки італійської та німецької авіації. Британські кораблі з Мальти з'єднались з Александрійською ескадрою. Британці мали 7 крейсерів і 16 есмінців проти 3 лінкорів, 2 крейсерів та 10 есмінців. Ескадра «Літторіо» негайно вирушила у сторону противника. О 17:53 «Літторіо» відкрив вогонь з дистанції 32 км. Решта італійських кораблів приєднались до атаки.
Британська розвідка спрацювала незадовільно. Адмірал Віан навіть не підозрював про наближення противника, поки не потрапив під вогонь. Він спробував перервати контакт, поставив димову завісу і відправив есмінці в атаку на італійські кораблі. Британські крейсери навіть не відповідали на ворожий вогонь. Адмірал Якіно відправив есмінці в контратаку.
Крейсер «Горіція», який був найближче до противника, влучив у британський есмінець «Кіплінг» залпом 203-мм гармат, пошкодивши його. Есмінець «Маестрале» пошкодив ще один британський есмінець «Нізам». В результаті атака британців зірвалась раніше, ніж есмінці змогли підійти на дистанцію торпедного залпу. Вони поставили димові завіси і покинули район бою на великій швидкості.
Бій тривав всього 11 хвилин. О 18:04 стемніло, італійці припинили вогонь.

### Після битви
Після бою італійці зосередились на захисті свого конвою, оскільки нічна атака на конвой була цілком імовірною. Група «Літторіо» патрулювала між конвоєм і сектором, у якому зникли британські кораблі, створюючи захисний бар'єр.
Британці з даних розвідки та спостережень за допомогою радара знали про місце розташування італійських кораблів. Але адмірал Віан навіть не намагався здійснити нічну атаку, хоча мав такий наказ від адмірала Каннінгема. Можливо, він задовольнився тим, що танкер успішно досяг Мальти.
В результаті італійський конвой вперше за багато місяців без проблем дістався до Північної Африки.
18 грудня пароплав «Анкара» відділився від конвою і без супроводу вирушив у Бенгазі, куди без пригод дістався наступного дня. Коли інші кораблі наближались до Триполі, британська авіація скинула магнітні міни на підходах до порту. Потім вона атакувала нерухомий конвой, який чекав, поки буде розмінований прохід. Але італійці відбили атаки, і 19 грудня доставили цінний вантаж у Триполі.
Тим часом британські крейсери «Нептьюун», «Аврора» і «Пінелопі» у супроводі 4 есмінців вирушили в сторону Триполі. За 15 миль від Триполі британські кораблі нарвались на мінне поле. Всі три крейсери підірвалися на мінах. Крейсери «Аврора» і «Пінелопі» змогли вирватися з мінних полів, але «Нептьюн» сильно постраждав від вибуху двох мін і був знерухомлений. Есмінець «Кандагар» намагався прийти йому на допомогу, але і сам підірвався на міні, якою йому відірвало корму. Тим часом знерухомлений «Нептун» здрейфував на третю міну, і в 4 годині ранку потрапив на четверту міну. Після цього останнього вибуху крейсер «Нептьюн» втратив усіх з числа 700, за винятком одного, членів екіпажу. Екіпаж підірваного «Кандагару» був врятований есмінцем «Ягуар», однак сам корабель був торпедований й затоплений.

## Наслідки
У тактичному плані обидві сторони досягли своїх цілей. Британський танкер прибув на Мальту, італійський конвой дістався Африки. Але це була моральна перемога італійського флоту після місяців невдач та втрат, яка вплинула на перебіг сухопутних операцій в Північній Африці.
У цей самий час, 19 грудня, італійські підводні плавці атакували порт Александрія, в результаті чого на тривалий час були виведені з ладу 2 лінкори: «Валіант» і «Квін Елізабет».
Незадовго до бою був потоплений авіаносець «Арк Роял» і лінкор «Барем», а на Далекому Сході японці розгромили «З'єднання Z», потопивши лінкор «Принс оф Уеллс» і лінійний крейсер «Ріпалс». Таким чином, Александрійський флот залишився без лінкорів, його крейсери утримувались від активних дій.
Італійський флот захопив панування над центральним Середземномор'ям. Прибуття в Італію німецького II авіакорпусу дозволило захопити панування також і в повітрі, і паралізувати британські кораблі на Мальті. Це дало змогу налагодити постачання військ та вантажів в Північну Африку.

## Карта бою
|  |